# Чезаре Батисти (революционер)
Вижте пояснителната страница за други личности с името Чезаре Батисти.
Чезаре Батисти (на италиански: Cesare Battisti) (1875 – 1916) e италиански революционер и борец за независимостта на Италия, иредентист.
През 1911 г. е избран за депутат от автономната провинция Тренто в австрийската камара на Райхсрата във Виена (парламента на Австро-Унгария), по времето, когато Австро-Унгария е окупирала част от Италия. По време на Първата световна война той воюва за освобождението на Тренто. Обесен от австрийците на 12 юли 1916 г.
В Италия много улици и паметници носят неговото име.